# Antigonos (Sohn des Echekrates)
Antigonos (altgriechisch Ἀντίγονος Antígonos; † 179 v. Chr.), Sohn des Echekrates, war ein Angehöriger der makedonischen Dynastie der Antigoniden. Sein Vater war der zweite Sohn von Demetrios dem Schönen und Bruder des Antigonos III. Doson.
Am Hof seines Vetters, König Philipps V., war Antigonos ein Gefolgsmann des Prinzen Demetrios, weshalb er sich die Feindschaft dessen älteren Bruders Perseus zuzog. Nachdem Prinz Demetrios 181 v. Chr. wegen angeblichen Hochverrats den Giftbecher hatte nehmen müssen, trug Antigonos maßgeblich zur Aufdeckung des zugrundeliegenden Komplotts des Perseus bei. Angeblich habe Philipp V. darauf die Thronfolge zugunsten Antigonos’ ändern wollen und diesen in die Befehlsgewalt über die makedonischen Städte gesetzt, als Perseus bei einem Zug durch Thrakien abwesend war. Als jedoch Philipp V. 179 v. Chr. starb, war Antigonos vom Hof abwesend, da er als Gesandter bei den Bastarnen weilte. Perseus konnte sich daher des Thrones bemächtigen und eine seiner ersten Amtshandlungen war die Hinrichtung des Antigonos.
Abgesehen von dieser Überlieferung des Livius ist Antigonos, Sohn des Echekrates, auch inschriftlich bezeugt. Er (Ἀντίγονος Ἐχεκ[ρ]ατίδαιος Antígonos Echekratídaios) wird neben achtzehn weiteren Personen, darunter auch Prinz Perseus, als Zeuge der Stiftung eines Gymnasions für die Stadt Larisa durch Philipp V. gelistet.